# 346P/Catalina
346P/Catalina, komet Jupiterove obitelji. Predotkriven na snimcima.